# Ангіоневрози
Ангіоневро́зи, судинно-трофічні неврози (грец. αγγειον — судина та невроз) — група патологічних процесів, які зумовлюються порушенням іннервації кровоносних судин.
До ангіоспазмів відносять синдроми, пов'язані з розладом функції протилежно діючих нервів, що спричинюють звуження або розширення просвіту кровоносних судин, а також нервів, що регулюють обмін речовин в тканинах (т. з. трофічних нервів).

## Етіологія
Причини, які призводять до ангіоспазму, дуже різноманітні. До цих причин можуть належати інфекційні захворювання, хвороби ендокринних залоз, алергія, отруєння, фізична або психічна травма тощо.

## Прояви
Не менш різноманітні й прояви ангіоневрозів. Найпоширеніші з них — раптові зміни кольору шкіри, раптовий її набряк, пітливість, відчуття затерплості, жару. Згодом настають більш або менш істотні зміни структури тканин тощо.

## Лікування
Лікування ангіоспазму спрямоване на усунення основного захворювання та розладів нервової системи.